# Introduction
『Introduction』（イントロダクション）は、日本のロックバンド・Mrs. GREEN APPLEが2014年7月5日にライブ会場限定で発売した1枚目のミニアルバムである。

## 収録曲
全作詞・作曲・編曲: 大森元貴
1. HeLLo
後に1stフルアルバム「TWELVE」に再録される。
2. 藍
後に1stフルアルバム「TWELVE」にリアレンジされ再録される[1]。
3. スターダム
後にデビュー5周年のベストアルバム「5」に新録される[2]。
XFLAGスマホゲーム「スタースマッシュ」プロモーションムービーソング[3]
4. FACTORY
後に2ndフルアルバム「Mrs. GREEN APPLE」に再録される。
5. リスキーゲーム
結成時に制作された楽曲[4]。後にメジャーデビューミニアルバム「Variety」に再録される。
6. 慶びの種
後にデビュー10周年のベストアルバム「10」に新録される[5]。

## 参加ミュージシャン
Mrs. GREEN APPLE
- 大森元貴：Vocal & Guitar & Chorus & Programming
- 若井滉斗：Guitar
- 山中綾華：Drums
- 藤澤涼架：Keyboard
- 松尾拓海：Bass